# Sans Atout
Pour les articles homonymes, voir Atout (homonymie).
Sans Atout est un personnage de fiction, jeune détective et héros de romans écrits par le duo Boileau-Narcejac. Son surnom lui a été donné par ses camarades de classe après qu'il a une nouvelle fois égaré l'un de ses devoirs et que son professeur lui a dit que l'ordre dans la vie était le meilleur atout.  

## SérieSans Atout
- Sans Atout et le Cheval fantôme, Paris, Rageot (1971)
- Sans Atout contre l'homme à la dague, Paris, Rageot (1971)
- Les Pistolets de Sans Atout, Paris, Rageot (1973)
- Sans Atout dans la gueule du loup, Paris, Éditions de l'Amitié (1984)
- Sans Atout et l'Invisible agresseur, Paris, Éditions de l'Amitié (1984)
- Sans Atout, une étrange disparition, Paris, Éditions de l'Amitié (1985)
- Sans Atout, le cadavre fait le mort, Paris, Éditions de l'Amitié (1987)
- Sans Atout, la vengeance de la mouche, Paris, Éditions de l'Amitié (1990)